# 林德義
林德義（1950年4月2日—2021年9月23日），生於台灣屏東縣瑪家鄉，屬台灣原住民族排灣族，因為寫作的年代很早，被認為是台灣原住民文學的拓荒者之一。
林德義於1967年參加暑期青年戰鬥文藝營，以一篇『山的城』獲得新詩組佳作獎，從此以達摩棟(族名)、林文靖、焱餘、遲生...等筆名發表文章。
1993年參加行政院文建會第一屆原住民藝術季文學創作獎，以一篇『太陽族』獲新詩組第一名，之後以林歌為筆名在各報章雜誌發表文章。
2012年高雄市政府主辦打狗鳳邑文學獎以一篇『我從山中來』獲評審獎，刊於【寫我南方盛世】-印刻出版公司出版，並收錄於2017年【屏東文學青少年讀本─新詩卷】-屏東縣政府出版。
林德義於1999年和友人霍斯陸曼伐伐與田縉光共同成立第一個台灣原住民購物平台（kokai商務網），一年後因物流、金流未臻完備而關站，但是他在同一時期自行建置的“原住民文學院”網站，卻成功的為台灣原住民文學建立了網路創作的平台。
因為林德義具備了網際網路運作的經驗，所以2001年行政院辦理原住民電視人才培訓計畫時，擔任了『國際原住民網路運用』課程的講師。
林德義服兵役時在政戰部門參與軍中刊物的編寫工作，所以退伍後就投身新聞工作，1973年起在青年戰士報、更生日報擔任採訪記者，1978年進入民眾日報擔任編輯，主編政治新聞版，之後擔任編輯主任，這期間並兼任台灣原住民族第一份新聞性媒體『南島時報』的總編輯。
林德義後來轉任基層公務人員，2010年薦任公職退休，2011年回任新聞界，擔任民眾日報總編輯，並在國立屏北高中小清華原住民專班兼任『專題製作』及『原住民文學』的任課教師。2021年5月退休養病，同年9月23日下午3點10分於衛生福利部屏東醫院因胰臟癌病逝，享年71歲。

## 主要作品
- 《山的城》—1967年救國團暑期青年戰鬥文藝營新詩佳作獎，刊於當年9月新文藝雜誌。
- 《九月》—1967年刊於幼獅文藝雜誌。
- 《窄門》—1968年刊於幼獅文藝雜誌。
- 《成就》—1970年刊於基督教論壇報。
- 《叛徒》—1970年刊於中國現代詩月刊第十期。
- 《那路灣》—1990年刊於民眾日報。
- 《太陽族》—1993年行政院文建會第一屆原住民藝術季文學創作新詩組第一名。
- 《部落殘照、遠鄉情怯、聲聲不息》...等三篇—刊於2010年台灣原住民文學作家筆會文選-【我在圖書館找一本酒】。
- 《洪流》—2011年原住民文學獎新詩佳作獎。
- 《我從山中來》—2012年高雄市政府主辦打狗鳳邑文學獎[1]評審獎，刊於【寫我南方盛世】-印刻出版公司出版。